# Méketrê
Méketrê est chancelier pendant le règne de Montouhotep II (XIe dynastie). Sa tombe est découverte en 1919 près du complexe funéraire de ce dernier à Deir el-Bahari.
Cette tombe, TT280, une des plus célèbres tombes privées connues, contient une extraordinaire collection de modèles en bois. Équivalent aux peintures des autres tombes, ces modèles restituent en miniature les biens d'un noble au Moyen Empire : sa maison avec ses différents ateliers, ses cuisines, ses étables et ses troupeaux, ses serviteurs, ses domaines, son jardin ainsi que ses navires et ses bateaux de pêche. 
Ces miniatures sont placées dans la tombe pour servir le défunt dans l'au-delà. À la suite de cette découverte, la collection est répartie entre le Musée du Caire et le Metropolitan Museum of Art de New York (à droite au rez-de-chaussée ; galeries 104 à 107) où on peut voir dans les vitrines :
1. une porteuse d'offrandes,
2. une collection de bateau,
3. la brasserie, la boulangerie, l'abattoir, l'étable, le grenier ainsi que son jardin,
4. une procession de porteurs.

Au Metropolitan Museum of Art, à proximité des objets de Méketrê, se trouve l'équipement funéraire de Ouah, le gestionnaire du domaine de Méketrê.
Les photos ci-dessous (Musée du Caire) dressent le tableau du quotidien dans le domaine d'un noble ; trônant sous un dais, Méketrê surveille le dénombrement et l'inspection de son bétail par des scribes qui notent le comptage.

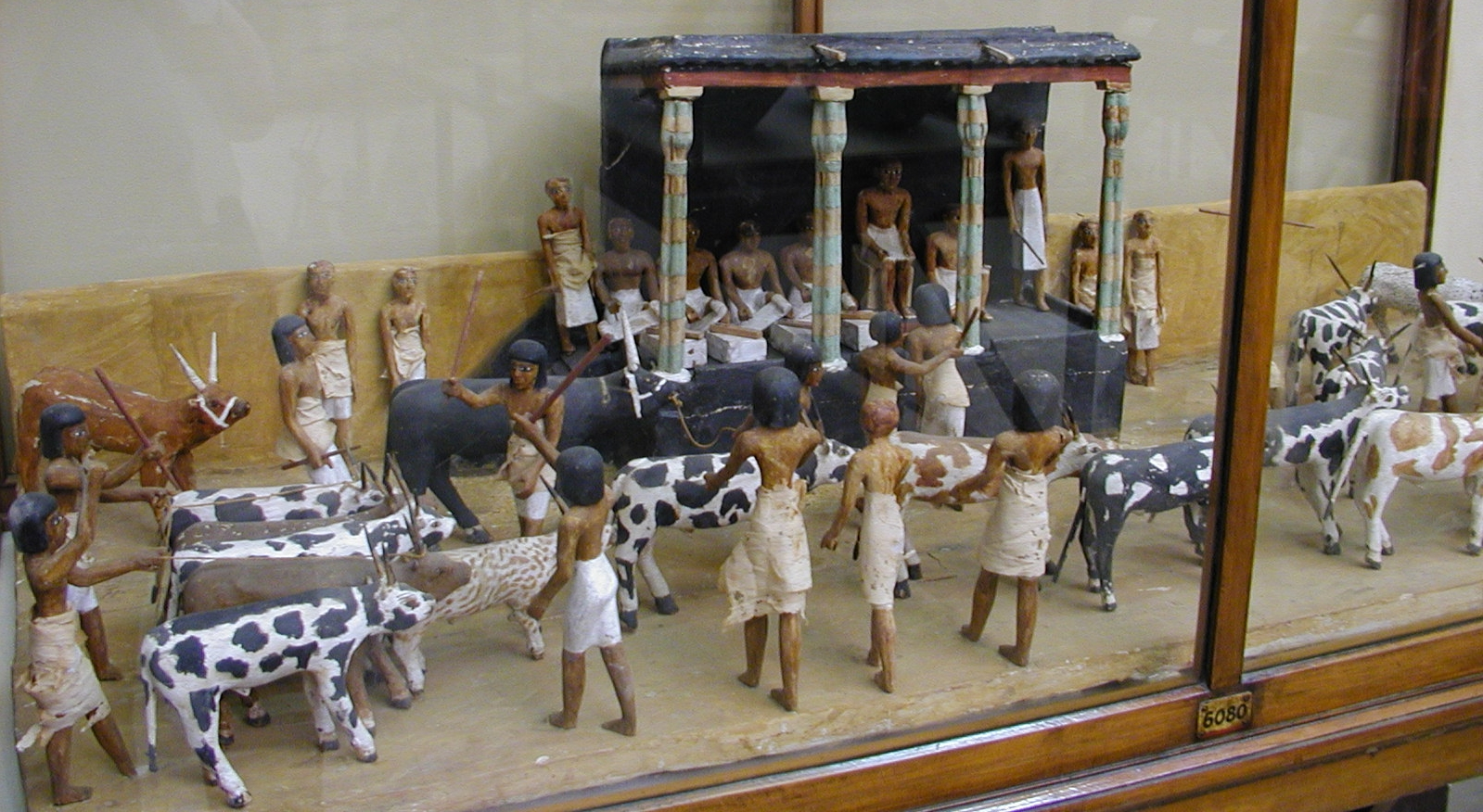
Le chancelier Méketrê surveille le comptage de son bétail